# George Duroy
Lanning Janosov, conocido por el seudónimo de George Duroy (nacido el 26 de julio de 1957) es un productor, camarógrafo, guionista, editor y director eslovaco de películas de entretenimiento para adultos homosexuales.
George Duroy tiene una Maestría en Estudios Cinematográficos de la Universidad de California, Los Ángeles. Fundó y es propietario del estudio cinematográfico Bel Ami en 1993,  con sede en Eslovaquia; su primer película Tender Stranger El nombre de la productora está basado en el nombre de la novela de Guy de Maupassant, Bel Ami. El título significa "hermosa amiga" en francés.  La temática principal de la productora Bel Ami es la producción de películas para adultos gays con modelos de Europa del Este de entre 18 y 21 años de edad,  siendo esta empresa la que ha catapultado a grandes estrellas que son reconocidas en la industria tales como Sebastian Bonnet, Marc Vidal, Tommy Hansen, Tim Hamilton,Pavel Novotný, Lucas Ridgeston, entre otros.  
Es importante señalar que Bel Ami, se ha dedicado a la creación de fotografías, videos y es una da las empresas de la industria del entretenimiento para adultos online. 
Duroy y su equipo se han convertido en uno de los estudios globales más prestigiosos, manteniendo la calidad y el enfoque durante casi 30 años. Galardonado en varias ocasiones por los premios GayVN Awards, que son los premios más relevantes en la industria de películas para adultos.

## Filmografía
- 1994
  - Tender Strangers
- 1995
  - Frisky Summer
- 1997
  - An American in Prague
- 2000
  - Cherries
  - Summer Camp
  - Teamplay
- 2001
  - All about Bel Ami
  - Cover Boys
  - Flings
- 2003
  - Just for Fun
- 2004
  - Pretty Boy
- 2005
  - Enchanted Forest
  - Lukas in Love
- 2006
  - Out in Africa
  - Piña Colada
- 2007
  - Graffiti
  - Lemonade
- 2008
  - French Kiss
  - Pinups: Young And Tender
  - The Private Life Of Brandon Manilow
- 2009
  - Night Out
  - Pinups Athletic
  - Pinups Oversized
  - Seriously Sexy
- 2010
  - Kris And Dolph
  - Orgies
  - Seriously Sexy 2
  - Step By Step Education Of A Pornstar: Kris Evans
- 2011
  - Dirty Secrets
  - Jean-Daniel And Dolph
  - Kinky Angels
  - Sex Buddies 3
  - Todd And Dolph
- 2012
  - Kinky Angels 2
  - Kinky Angels 3
- 2013
  - All the Way
  - Body Perfect
  - Do You Take It
- 2014
  - All That Jizz
  - Easy to Love
  - Valentine